# Hossein Vafaei
Hossein Vafaei Ayouri (pers. ‏حسین وفایی ایوری‎, ur. 15 października 1994 w Abadanie) – irański snookerzysta. Zwycięzca turnieju Shoot Out 2022. Plasuje się na 63. miejscu pod względem zdobytych setek w profesjonalnych turniejach, w sierpniu 2025 miał ich łącznie 153.

## Kariera

### Sezon 2009/2010
Jego pierwszym turniejem były Mistrzostwa świata U-21 w 2009, gdzie awansował do najlepszej szestnastki, przegrywając 5-3 z Liu Chuangiem.

### Sezon 2010/2011
Uczestniczył w Igrzyskach Azjatyckich w Kantonie gdzie osiągnął najlepszą szestnastkę. W tej rundzie przegrał 1-4 z Dechawatem Poomjaengiem. 
W grudniu 2010 uczestniczył w IBSF World Snooker Championship. W najlepszej szestnastce przegrał 1-5 z Leo Fernandezem.
W kwietniu 2011 osiągnął finał juniorskich mistrzostw ACBS Asian Under-21 Snooker Championship, w którym przegrał 3-7 z Cao Yupengiem. Następnie brał udział w seniorkich ACBS Asian Snooker Championship ale nie wyszedł z fazy grupowej odnosząc 1 zwycięstwo i 3 porażki.

### Sezon 2011/2012
We wrześniu 2011 otrzymał dziką kartę do turnieju Shanghai Masters lecz nie zdołał dostać się do pierwszej rundy przegrywając w barażach 1-5 z Fergalem O’Brienem.
W grudniu 2011 wygrał Mistrzostwa świata amatorów pokonując w finale Lee Walkera 10-9. W chwili zdobycia tytułu miał 17 lat i 81 dni co uczyniło go najmłodszym zwycięzcą tego turnieju w historii bijąc rekord Iana Preece'a.

### Sezon 2012/2013 i 2013/2014
Po zwycięstwie w mistrzostwach amatorów otrzymał prawo gry w sezonach 2012/2013 i 2013/2014 jednak ze względu na problemy z uzyskaniem wizy brytyjskiej mógł uczestniczyć jedynie w Mistrzostwach Świata w Snookerze na Sześciu Czerwonych w Tajlandii, gdzie przegrał z Juddem Trumpem, oraz w  Asian Players Tour Championship w Chinach gdzie przegrał z Li Yuanem. W drugim sezonie sytuacja wyglądała podobnie. Zagrał jedynie w World Games przegrywając 0-3 z Lyu Haotianem i w Mistrzostwach Świata w Snookerze na Sześciu Czerwonych.

### Sezon 2014/2015
W maju 2014 wygrał grupę eliminacyjną w Mistrzostwach Świata U-21 przegrywając tylko 1 frame. W półfinale pokonał 7-3 Mateusza Baranowskiego osiągając pierwszy break maksymalny (147) w historii tego turnieju. Zwyciężył pokonując w finale Josha Boileau 8-3.
W czerwcu 2014 otrzymał specjalne zezwolenie na grę w Main Tourze w sezonie 2014/2015. W lutym 2015 jego wiza brytyjska została potwierdzona co pozwoliło mu na występ w Mistrzostwach Świata gdzie przegrał 3-10 w rundzie kwalifikacyjnej z Anthonym McGillem.

### Sezon 2015/2016
Zakwalifikował się do pierwszego turnieju rankingowego sezonu Australian Goldfields Open 2015, pokonując w kwalifikacjach Charliego Waltersa 5-3, Zaka Surety'ego 5-3, Lee Walkera 5-4 i Dominica Dale'a 5-3. W swoim debiucie w turnieju rankingowym przegrał w pierwszej rundzie 3-5 z Michaelem White'em.
Zagrał również po raz pierwszy w UK Championship (przegrał w pierwszej rundzie z Lucą Brecelem 1-6) i Welsh Open (przegrał w pierwszej rundzie 2-4 z Robinem Hullem).

### Sezon 2016/2017
W turnieju Northern Ireland Open pokonał Roda Lawlera, Zaka Surety'ego, Sandersona Lama i Scotta Donaldsona docierając do swojego pierwszego ćwierćfinału, w którym uległ 3-5 Markowi Kingowi. W Welsh Open pokonał Lama, Christophera Keogana i Ali Cartera by ulec w 4 rundzie Juddowi Trumpowi 1-4. miesiąc później w China Open pokonał Joego Perry 5-2, Bena Woollastona 5-4, Rory'ego McLeoda 5-3, a w swoim drugim ćwierćfinale Judda Trumpa 5-3. W swoiim pierwszym rankingowym półfinale uległ Markowi Williamsowi 6-1.
Po pokonaniu 10-1 Hatema Yassena i 10-6 Matthew Selta był o krok od zakwalifikowania się do Mistrzostw Świata lecz przegrał decydujący pojedynek z Tomem Fordem 8-10. Sezon zakończył na 59 miejscu i utrzymał swoje miejsce w Main Tourze.

### Sezon 2021/2022
W styczniu 2022 zdobył swój pierwszy rankingowy tytuł wygrywając turniej Shoot Out w Leicester pokonując w finale Marka Williamsa.
Po raz pierwszy przeszedł kwalifikacje do Mistrzostw Świata w Crucible Theatre lecz przegrał w pierwszej rundzie z Juddem Trumpem 4-10.

### Sezon 2022/2023
W UK Championship pokonał niespodziewanie Marka Selby'ego 6-4 by przegrać w drugiej rundzie 2-6 z Jackiem Lisowskim.
W styczniu 2023 wystąpił po raz pierwszy w turnieju Masters pokonując w 1. rundzie Marka Selby'ego 6-2. Odpadł z turnieju po przegranej 4-6 z Jackiem Lisowskim.

## Statystyka finałów

### Turnieje rankingowe: 1 (1 zwycięstwo)
| Źródło     |     |      |                |               |            |
| Rezultat   | Lp. | Rok  | Nazwa turnieju | Przeciwnik    | Wynik      |
| Zwycięstwo | 1.  | 2022 | Shoot Out      | Mark Williams | 1–0 (71–0) |